# Losgna forticeps
Losgna forticeps là một loài tò vò trong họ Ichneumonidae.